# Rwamagana
Rwamagana és una ciutat de Ruanda capital del districte de Rwamagana i de la província de l'Est. Es troba aproximadament a 50 km de Kigali, a la principal ruta de trànsit de Kigali cap a Tanzània, a través del qual passa la major part del trànsit de mercaderies procedent de Tanzània. Com a part de l'última renovació de la carretera, es va construir una circumval·lació al voltant de Rwamagana, de manera que la mercaderia i el trànsit de trànsit ja no passen pel centre de la ciutat.

## Personatges il·lustres
- Jeanne D'Arc Girubuntu (* 1995), ciclista
- Valens Ndayisenga (* 1994), ciclista
- Adrien Niyonshuti (* 1987), ciclista
- Kizito Bahujimihigo, bisbe.